# Myotis punicus
Myotis punicus é uma espécie de morcego da família Vespertilionidae.
Pode ser encontrada nos seguintes países: Argélia, Líbia, Malta, Marrocos e Tunísia.
Os seus habitats naturais são: florestas temperadas, matagal de clima temperado, matagal árido tropical ou subtropical, matagais mediterrânicos, campos de gramíneas de clima temperado, cavernas, habitats subterrâneos (excluindo cavernas), terras aráveis, jardins rurais e terras irrigadas.